# Galette à suc

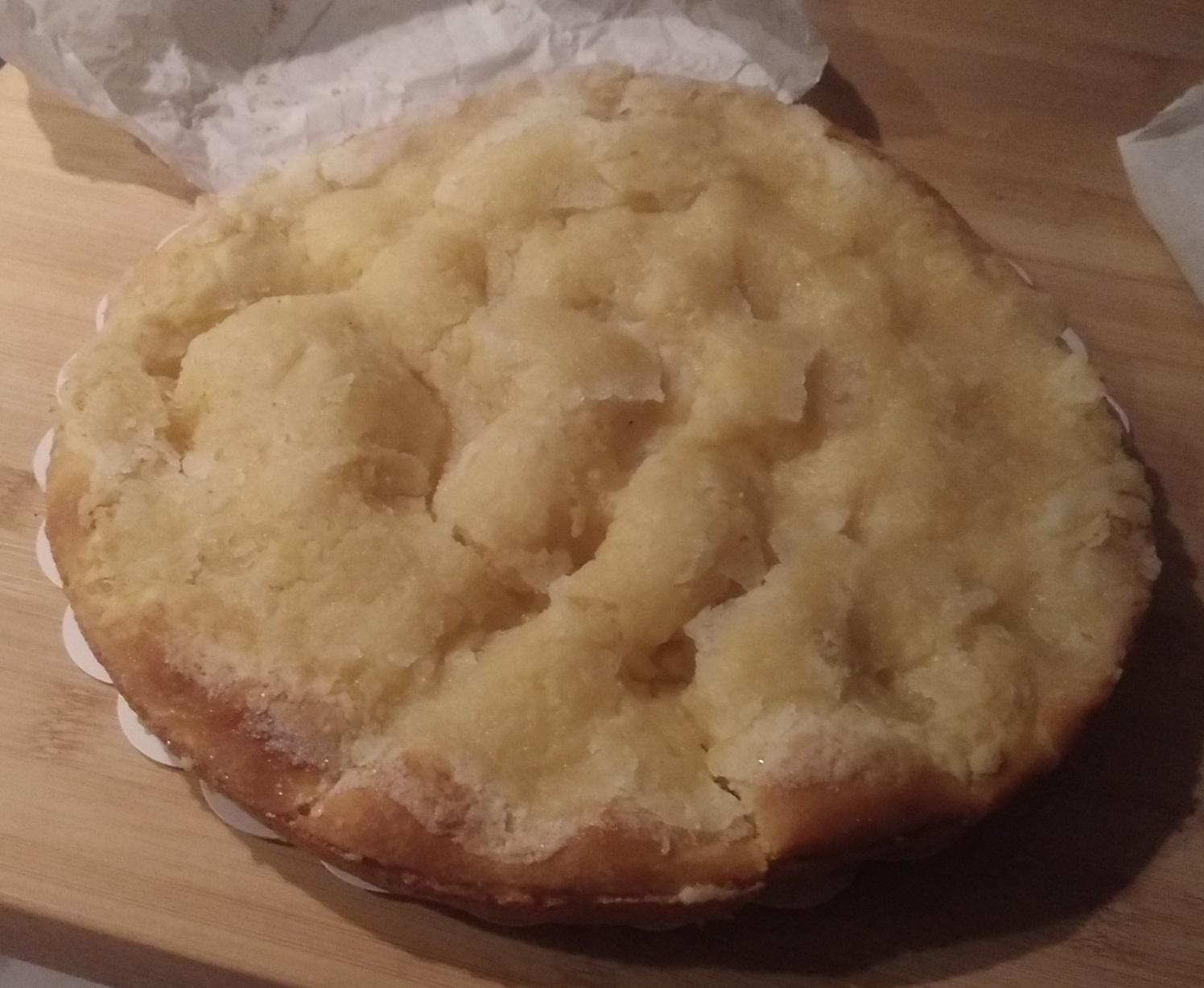
Galette à suc ardennaise.

La galette à suc parfois aussi appelée galette au suc est une spécialité des Ardennes. Il s'agit d'une galette garnie au sucre et au beurre. Elle est consommée dans les Ardennes et les proches alentours.
Elle est aujourd'hui le plus souvent briochée dans les présentoirs des pâtisseries ardennaises, mais a connu des formes plus modestes. Des tartes au sucre sont également confectionnées avec de la pâte brisée. L'abondance de beurre formait des creux dans la pâte, appelés goffes ou glaus en dialecte ardennais. Lorsque le sucre était une denrée rare, on sucrait avec du miel.
« Il n'y a pas de recette de la vraie galette au sucre [...] mais des recettes variables selon les contrées du département, selon l'humeur et le portefeuille ».